# Pinetum

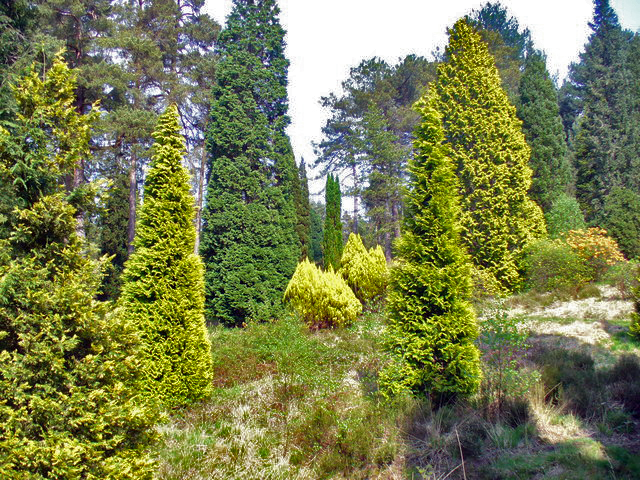
Coníferes al Pinetum Nacional de Bedgebury (Regne Unit)

Un pinetum és un arborètum especialitzat en el conreu de  coníferes; de la divisió botànica dels pinòpsids.